# Веслування на байдарках і каное на літніх Олімпійських іграх 2016 — байдарки-одиночки, 500 метрів (жінки)
Змагання з веслування на байдарках-одиночках на дистанції 200 м серед жінок на літніх Олімпійських іграх 2016 пройшли 17-18 серпня на озері Родріго-де-Фрейташ.

## Порядок проведення
Змагання включали кваліфікаційні запливи, півфінали та фінал. Перші п'ять учасниць з кожного попереднього запливу, а також найшвидша серед шостих, виходили у півфінали. Дві спортсменки з кожного півфіналу, що показали найкращі результати, а також двоє найкращих третіх місць виходили у фінал «А». Наступні 8 найкращих півфіналісток змагалися у фіналі «Б».

## Розклад
Хронологія за бразильським часом (UTC−3)
| Дата             | Час         | Етап                        |
| ---------------- | ----------- | --------------------------- |
| Середа 17 серпня | 09:58 11:17 | Попередні запливи Півфінали |
| Четвер 18 серпня | 10:04       | Фінали                      |

## Результати

### Попередні запливи
У півфінали виходять по п'ять перших байдарочниць з кожного запливу, а також найшвидша серед шостих місць.

#### Заплив 1
| Місце | Спортсменка     | Країна                | Час      | Примітки |
| ----- | --------------- | --------------------- | -------- | -------- |
| 1     | Ліза Керрінгтон | Нова Зеландія (NZL)   | 1:54.765 | SF       |
| 2     | Емма Йоргенсен  | Данія (DEN)           | 1:55.660 | SF       |
| 3     | Тереза Портела  | Португалія (POR)      | 1:56.439 | SF       |
| 4     | Рейчел Кавторн  | Велика Британія (GBR) | 1:56.612 | SF       |
| 5     | Зоя Ананченко   | Казахстан (KAZ)       | 1:58.136 | SF       |
| 6     | Юсмарі Менгана  | Куба (CUB)            | 2:02.162 |          |
| 7     | Афеф Бен Ісмаїл | Туніс (TUN)           | 2:08.170 |          |

#### Заплив 2
| Місце | Спортсменка      | Країна          | Час      | Примітки |
| ----- | ---------------- | --------------- | -------- | -------- |
| 1     | Данута Козак     | Угорщина (HUN)  | 1:53.427 | SF       |
| 2     | Марина Полторан  | Білорусь (BLR)  | 1:53.966 | SF       |
| 3     | Бріджітт Гартлі  | ПАР (RSA)       | 1:55.737 | SF       |
| 4     | Франціска Вебер  | Німеччина (GER) | 1:56.601 | SF       |
| 5     | Ласма Лієпа      | Туреччина (TUR) | 1:59.581 | SF       |
| 6     | Ана Паула Вергуц | Бразилія (BRA)  | 2:00.680 |          |
| 7     | Марина Торібіонг | Палау (PLW)     | 2:14.807 |          |

#### Заплив 3
| Місце | Спортсменка            | Країна         | Час      | Примітки |
| ----- | ---------------------- | -------------- | -------- | -------- |
| 1     | Чжоу Юй                | Китай (CHN)    | 1:53.043 | SF       |
| 2     | Емілі Фурнель          | Канада (CAN)   | 1:53.670 | SF       |
| 3     | Марія Повх             | Україна (UKR)  | 1:54.247 | SF       |
| 4     | Карін Юханссон         | Швеція (SWE)   | 1:55.049 | SF       |
| 5     | Шпела Пономаренко Яніч | Словенія (SLO) | 1:55.934 | SF       |
| 6     | Меггі Гоган            | США (USA)      | 1:58.970 |          |
| 7     | Енн Кернс              | Самоа (SAM)    | 2:01.885 |          |

#### Заплив 4
| Місце | Спортсменка             | Країна            | Час      | Примітки |
| ----- | ----------------------- | ----------------- | -------- | -------- |
| 1     | Інна Осипенко-Радомська | Азербайджан (AZE) | 1:51.750 | SF       |
| 2     | Евеліна Войнаровська    | Польща (POL)      | 1:52.193 | SF       |
| 3     | Олена Анюшина           | Росія (RUS)       | 1:52.597 | SF       |
| 4     | Мартіна Хохлова         | Словаччина (SVK)  | 1:53.167 | SF       |
| 5     | Далма Ружічіч-Бенедек   | Сербія (SRB)      | 1:54.048 | SF       |
| 6     | Наомі Флад              | Австралія (AUS)   | 1:54.150 | SF       |

### Півфінали
У фінал "A" виходять по двоє перших учасниць з кожного півфіналу, а також найшвидша серед третіх місць. Наступні 8 найшвидших виходять у фінал "B".

#### Півфінал 1
| Місце | Спортсменка           | Країна              | Час      | Примітки |
| ----- | --------------------- | ------------------- | -------- | -------- |
| 1     | Марина Полторан       | Білорусь (BLR)      | 1:55.641 | FA       |
| 2     | Ліза Керрінгтон       | Нова Зеландія (NZL) | 1:56.155 | FA       |
| 3     | Далма Ружічіч-Бенедек | Сербія (SRB)        | 1:57.294 | FA       |
| 4     | Карін Юханссон        | Швеція (SWE)        | 1:59.321 | FB       |
| 5     | Евеліна Войнаровська  | Польща (POL)        | 1:59.458 | FB       |
| 6     | Марія Повх            | Україна (UKR)       | 2:00.714 |          |
| 7     | Зоя Ананченко         | Казахстан (KAZ)     | 2:01.660 |          |

#### Півфінал 2
| Місце | Спортсменка     | Країна           | Час      | Примітки |
| ----- | --------------- | ---------------- | -------- | -------- |
| 1     | Данута Козак    | Угорщина (HUN)   | 1:54.241 | FA       |
| 2     | Емма Йоргенсен  | Данія (DEN)      | 1:55.193 | FA       |
| 3     | Чжоу Юй         | Китай (CHN)      | 1:55.311 | FA       |
| 4     | Олена Анюшина   | Росія (RUS)      | 1:57.229 | FB       |
| 5     | Мартіна Хохлова | Словаччина (SVK) | 1:57.801 | FB       |
| 6     | Наомі Флад      | Австралія (AUS)  | 2:01.910 |          |
| 7     | Ласма Лієпа     | Туреччина (TUR)  | 2:08.450 |          |

#### Півфінал 3
| Місце | Спортсменка             | Країна                | Час      | Примітки |
| ----- | ----------------------- | --------------------- | -------- | -------- |
| 1     | Франціска Вебер         | Німеччина (GER)       | 1:56.515 | FA       |
| 2     | Інна Осипенко-Радомська | Азербайджан (AZE)     | 1:57.627 | FA       |
| 3     | Шпела Пономаренко Яніч  | Словенія (SLO)        | 1:58.098 | FB       |
| 4     | Тереза Портела          | Португалія (POR)      | 1:58.360 | FB       |
| 5     | Бріджітт Гартлі         | ПАР (RSA)             | 1:58.397 | FB       |
| 6     | Рейчел Кавторн          | Велика Британія (GBR) | 1:58.410 | FB       |
| 7     | Емілі Фурнель           | Канада (CAN)          | 1:59.638 |          |

### Фінали

#### Фінал B
| Місце | Спортсменка            | Країна                | Час      | Примітки |
| ----- | ---------------------- | --------------------- | -------- | -------- |
| 1     | Олена Анюшина          | Росія (RUS)           | 1:57.202 |          |
| 2     | Шпела Пономаренко Яніч | Словенія (SLO)        | 1:57.541 |          |
| 3     | Тереза Портела         | Португалія (POR)      | 1:58.058 |          |
| 4     | Евеліна Войнаровська   | Польща (POL)          | 1:58.167 |          |
| 5     | Мартіна Хохлова        | Словаччина (SVK)      | 1:58.211 |          |
| 6     | Карін Юханссон         | Швеція (SWE)          | 1:58.363 |          |
| 7     | Рейчел Кавторн         | Велика Британія (GBR) | 1:58.470 |          |
| 8     | Бріджітт Гартлі        | ПАР (RSA)             | 2:01.890 |          |

#### Фінал A
| Місце | Спортсменка             | Країна              | Час      | Примітки |
| ----- | ----------------------- | ------------------- | -------- | -------- |
| 1     | Данута Козак            | Угорщина (HUN)      | 1:52.494 |          |
| 2     | Емма Йоргенсен          | Данія (DEN)         | 1:54.326 |          |
| 3     | Ліза Керрінгтон         | Нова Зеландія (NZL) | 1:54.372 |          |
| 4     | Марина Полторан         | Білорусь (BLR)      | 1:54.474 |          |
| 5     | Франціска Вебер         | Німеччина (GER)     | 1:54.553 |          |
| 6     | Чжоу Юй                 | Китай (CHN)         | 1:54.994 |          |
| 7     | Далма Ружічіч-Бенедек   | Сербія (SRB)        | 1:55.095 |          |
| 8     | Інна Осипенко-Радомська | Азербайджан (AZE)   | 1:56.573 |          |